# La Guerche-sur-l’Aubois
La Guerche-sur-l’Aubois – miejscowość i gmina we Francji, w Regionie Centralnym, w departamencie Cher.
Według danych na rok 1990 gminę zamieszkiwało 3219 osób, a gęstość zaludnienia wynosiła 61 osób/km² (wśród 1842 gmin Regionu Centralnego La Guerche-sur-l’Aubois plasuje się na 107. miejscu pod względem liczby ludności, natomiast pod względem powierzchni na miejscu 68.).